# Bon Accord
Bon Accord is een plaats (town) in de Canadese provincie Alberta en telt 1534 inwoners (2006).